# Serve the Servants

Serve the Servants est le premier titre de l'album In Utero du groupe Nirvana ; il dure 3 minutes 39 secondes. Le magazine New Musical Express la classe en 15e position dans sa liste des 20 meilleures chansons de Nirvana. En 2014, Paste la classe en 37e position de sa liste des 50 meilleures chansons grunge, évoquant un « chef-d'œuvre qui démontre le talent de Cobain pour l'écriture de chansons à la fois meurtries et troublantes ». La même année, Stereogum la classe en 2e position d'une liste des 10 meilleures chansons de Nirvana, affirmant qu'elle « donne le coup d'envoi explosif du triomphant chapitre final du groupe ».
C'est un morceau lent, dont les paroles fustigent les critiques et les fans du groupe au cours de l'ascension du groupe au sommet. 